# معركة سول
معركة سول هي معركة وقعت في يوم 22 سبتمبر 1236 كانت من ضمن الحملات الصليبية على شرق البلطيق بين الليفونيين ضد الساموغيتيين الوثنيين في جانيوناي في ليتوانيا حالياً، قتل ما بين 48 إلى 60 فارس في المعركة مان منهم قائد الليفونيين فولكفين وإنتصر الساموغيتيين فيها.